# سالين
سالين (بالإنجليزية: Saleen) هي شركة أمريكية تقوم بتصنيع السيارات عالية الاداء الرياضي وتصنع قطع غيار السيارات في تروي بولاية ميتشجان، التي يوجد مقرها في ايرفين بولاية كاليفورنيا.
و هي الشركة الصانعة الأصلية للمعدات (تصنيع المعدات الأصلية)في الماضي، والاميركية لصناعة السيارات الصغيرة التي تحمل تصنيع المعدات الأصلية
وتخضع لنفس الاتحادية التي تنظم تصميم واختبار منتجات السيارات من حيث أكبر صانعي السيارات مثل فورد وجنرال موتورز، أو تويوتا.
والسيارة الرئيسية للشركة هي سيارة Saleen S7
وهى السيارة عالية الأداء للسيارات الرياضية التي كانت في البداية بسعر يقل قليلا عن دولار أمريكي 400000. وقد فاز أربعة سيارات S7 مختلف ببطولة GT في عام 2001، وحققت رقما قياسيا في المكانة السباق 24 ساعة لومان
وهو أول إنتاج من السيارة التي لا تقوم على وجود تصميم الأجزاء والمعدات إدارة الشركة في الأسواق قطع غيار السيارات وملحقاتها مثل العرف عجلات، وأنظمة عادم، وفرامل عالية الأداء وغيرها من الأجزاء.
وتدير متجر في ايرفين الطيف في ايرفين بولاية كاليفورنيا لبيع هذه السيارة وقطع الغيار والملحقات مباشرة للعملاء، وتقديم مبيعات السيارات من دون الحاجة إلى وجود البيع الكثير ولكن كان المحل مغلقا بهدوء على 7 ديسمبر 2007.

## وصلات خارجية
- Official Site
- Saleen Club of America
- Saleen Owners and Enthusiasts Club
- Saleen XP6/XP8 Owner Registry Database نسخة محفوظة 3 يوليو 2009 على موقع واي باك مشين.
- Saleen S281 SC